# Savoia-Marchetti SM.83
Die Savoia-Marchetti SM.83 war ein schnelles dreimotoriges Passagierflugzeug aus den 1930er-Jahren. Das von dem italienischen Hersteller Savoia-Marchetti gebaute Flugzeug war für den Südatlantik-Luftverkehr vorgesehen.

## Geschichte
Die SM.83 entstand auf der Basis des Bombers SM.79. Dabei wurden die Tragflächen und die Motoren Alfa Romeo 126 RC.34 der SM.79 unverändert übernommen. Lediglich der Rumpf wurde durch den Einbau von Fenstern und das Weglassen der Kampfstände leicht abgeändert. Der Erstflug fand am 19. November 1937 statt.
Von der SM.83 wurden zwischen 1937 und 1940 insgesamt 23 Flugzeuge gebaut. Das Flugzeug konnte zwischen vier und elf Passagieren befördern, wobei die Reichweite bis zu 4800 km betrug. Die Höchstgeschwindigkeit lag bei 444 km/h.

## Nutzung

### Ziviler Einsatz
Nachdem die Sabena die SM.73 seit 1935 erfolgreich in ihrem Europaverkehr eingesetzt hatte, beschaffte sie Mitte 1938 drei SM.83 für ihren Kolonialverkehr. Ein viertes Exemplar wurde noch im April 1940 geliefert. Die Flugzeuge wurden auf der Strecke von Brüssel über Algerien, Französisch-Westafrika und Französisch-Zentralafrika nach Elisabethville und Leopoldville im Belgisch-Kongo eingesetzt. Die Streckenlänge betrug 7175 km, die in fünf Tagen geflogen wurden.
Auch die rumänische LARES beschaffte drei Flugzeuge für ihren Europaverkehr. Ein weiteres Exemplar kaufte der FAI-Präsident, Prinz Bibescu.
Die italienische Fluggesellschaft LATI beschaffte zwölf Flugzeuge aus der zweiten Serie, die sich durch ihre Treibstoffzuladung von der ersten Serie unterschied. Am 15. Dezember 1939 nahm die LATI den Verkehr auf der Strecke Rom–(Lissabon)–Villa Cisneros (Spanische Sahara)–Isola do Sal (Kapverden)–Recife–Rio de Janeiro auf. Bis zum italienischen Kriegseintritt am 10. Juni 1940 wurden 59 Flüge durchgeführt, bis zur endgültigen Einstellung des Verkehrs am 18. Dezember 1941 insgesamt 211 Flüge, davon 132 durch SM.83. Die Reisegeschwindigkeit lag bei über 300 km/h, wobei die Zuladung allerdings auf 500 kg begrenzt war.

### Zweiter Weltkrieg
Nach dem italienischen Kriegseintritt wurden die Flugzeuge der italienischen Fluggesellschaften durch die Regia Aeronautica übernommen. Der Luftverkehr wurde militarisiert, aber durch die Gesellschaften ALI, LATI und Ala Littoria weiter betrieben. Die SM.83 wurden der 615a Squadriglia der SAS zugeteilt. Da aber am 22. Juni 1940 der Verkehr nach Südamerika wieder aufgenommen wurde, wurden die dafür notwendigen Flugzeuge der Staffel entnommen. Im August 1940 wurden in Algerien die dorthin entkommenen Flugzeuge der SABENA beschlagnahmt und an Italien abgetreten. Darunter befanden sich drei SM.83, die eine willkommene Verstärkung für die SAS darstellten. Auch die rumänischen SM.83 wurden im zweiten Halbjahr 1941 käuflich erworben.
Beim Waffenstillstand von Cassibile am 8. September 1943 existierten noch zwölf SM.83, davon fünf bei der LATI. Die Deutsche Lufthansa beschlagnahmte drei dieser Flugzeuge, die eines an die RACSA, eine Verbindungseinheit der italienischen Luftwaffe, weitergab. Die beiden anderen wurden verschrottet. Die Luftwaffe übernahm im Rahmen der Besetzung Italiens ein Flugzeug der LATI sowie vermutlich drei weitere SM.83 der SAS. Ein Flugzeug flog auf Seiten der Alliierten. Die übrigen vier wurden vermutlich im September 1943 zerstört. Die Flugzeuge, die die Luftwaffe übernommen hatte, wurden vermutlich alle verschrottet.
Am 23. April 1945 flohen hochrangige Persönlichkeiten, darunter die Eltern von Mussolinis Geliebter, Clara Petacci, mit einer SM.83 der italienischen Luftwaffe von Mailand nach Barcelona. Das Flugzeug trug das kroatische Kennzeichen NDH-301, da Spanien den Luftraum für deutsche und italienische Flugzeuge gesperrt hatte. Eventuell handelte es sich um die W.-Nr. 34008 I-MITU der RACSA.

## Varianten
- Erste Serie (W.-Nr. 34001–34008)

Prototyp 34001 I-LUCE
SABENA 34003–34005 OO-AUC bis -AUE
LARES 34006–34008 YR-SAC bis -SAE
- Zweite Serie:

Version A (W.-Nr. 34009–34011 und evtl. 34022), Kraftstoff 3865 Liter
Version T (W.-Nr. 34012–34015), Kraftstoff 6105 Liter
Version T (W.-Nr. 34016–34020 und vermutlich 34021), Kraftstoff 5080 Liter
W.-Nr. 34023 OO-AUJ unterschied sich von den anderen SM.83 durch das geänderte Seitenleitwerk (von der SM.82)

## Technische Daten
| Kenngröße             | Daten                                             |
| --------------------- | ------------------------------------------------- |
| Besatzung             | 4                                                 |
| Passagiere            | 11                                                |
| Länge                 | 16,20 m                                           |
| Spannweite            | 21,20 m                                           |
| Höhe                  | 4,60 m                                            |
| Leermasse             | 6.900 kg                                          |
| Startmasse            | 11.500 kg                                         |
| Reisegeschwindigkeit  | 400 km/h                                          |
| Höchstgeschwindigkeit | 444 km/h                                          |
| Dienstgipfelhöhe      | 7.000 m                                           |
| Reichweite            | 2.800 km                                          |
| Triebwerke            | 3 Sternmotoren Alfa Romeo 126 RC.34 mit je 552 kW |